# Teodor Metoquita
Teodor Metoquita (en llatí: Theodorus Metochita, en grec antic: Θεόδωρος ὁ Μετοχίτης) va ser un eclesiàstic romà d'Orient amic de l'emperador Andrònic II Paleòleg. Portava el títol de Magnus Logotheta Ecclesiae Constantinop. (Gran Logoteta de l'Església de Constantinoble'), i va exercir diversos oficis i comissions per l'emperador.
Andrònic III Paleòleg el va deposar de tots els seus càrrecs i el va enviar a l'exili l'any1328. Aviat el va fer tornar, però no va voler exercir cap càrrec i es va retirar a un convent a Constantinoble on va morir el 1332.
Va escriure algunes obres:
- 1. Παράφρασις ('Paràfrasis'), un recull de comentaris sobre diversos llibres d'Aristòtil.
- 2. Χρονικόν ('Cronicó'), una història des del temps de Juli Cèsar fins a l'època de Constantí el Gran
- 3. Ὑπομνηματισμοὶ καὶ Σημειώσεις γνωμικαί, Specimena operum Theodorus Metochita, un recull de comentaris assaigs i sentències.
- 4. Περὶ Νεωτερικῆς κακοηθείαι, De mala recentiorum Consuetudine, sobre la corrupció a l'església.
- 5. Λόγοι, vuit llibres sobre història de l'església.
- 6. Capita Philosophica et Historica Miscellanea CXX, recull d'opinions filosòfiques i religioses.
- 7. Michaelis Palaeologi et Irenes Augustae Epitaphium.
- 8. Astronomica. Sobre astronomia
- 9. Commentarii in Ptolemaei Magnam Synaxin.

Fabricius l'inclou a la Bibliotheca Graeca.